# 滨海街道 (海口市)
滨海街道是中国海南省海口市龙华区下辖的一个街道。街道办位于玉河路88号。

## 辖区范围
东至龙华路，南从龙华路与龙昆北路交界处起，西至龙昆北路，北至海甸溪。

## 历史沿革
1989年6月成立，成立初期辖区划面积达9.2平方公里，总人口约5.2万，后来增加至11.2万。
2001年7月市区进行行政区划调整，把龙昆北路以西的龙昆南、珠江、国贸、世贸4个居委会和玉沙村委会划出，成立金贸街道办事处。辖区面积减为3.6平方公里，总人口6.3万人，仍沿用原名，下辖9个社区居委会。 

## 人员编制
辖区大小单位950个。街道机关总共编制38人，公务员18人，事业编20人。

## 行政区划
- 八灶社区
- 滨海新村社区
- 滨海社区
- 盐灶一社区
- 盐灶二社区
- 盐灶三社区
- 龙华社区
- 滨港社区